# Кравани (Требишов)
Кравани (слч. Kravany) насељено је мјесто са административним статусом сеоске општине (слч. obec) у округу Требишов, у Кошичком крају, Словачка Република.

## Становништво
| Година:    | 1994. | 2004.   | 2014.   | 2024.   |
| ---------- | ----- | ------- | ------- | ------- |
| Број људи: | 334   | 337     | 351     | 362     |
| Разлика:   |       | +0,89 % | +4,15 % | +3,13 % |

| Година:    | 2023. | 2024.   |
| ---------- | ----- | ------- |
| Број људи: | 369   | 362     |
| Разлика:   |       | -1,89 % |

Према подацима о броју становника из 2011. године насеље је имало 341 становника.